# L’Osteria
L'Osteria is een Duitse restaurantketen, opgericht in 1999 door FR L'Osteria GmbH uit Neurenberg. Het bedrijf heeft vestigingen in Duitsland, Frankrijk, Luxemburg, Nederland, Zwitserland, Tsjechië, het Verenigd Koninkrijk en sinds 2011 in Oostenrijk. De restaurants worden deels zelf geëxploiteerd (2016: 21 en 9 joint ventures), en deels ook door franchisenemers (2016: 31).

## Bedrijfsmodel
Zoals de naam Osteria suggereert, wil het bedrijf een Italiaanse sfeer laten ervaren. Het bedrijf en zijn franchisenemers (sinds 2009) zijn deels gevestigd in  de centra van grotere steden, maar sinds 2009 ook naar de randgebieden op de "groene weide" met solitaire vestigingen in gestandaardiseerde nieuwbouw. Deze bieden meer ruimte dan in de restaurants in de binnensteden. Het assortiment is ook gestandaardiseerd en beperkt tot pizza's in een uniform (oversized) formaat van 45 cm, pasta's, salades, antipasti, bruidstaarten en desserts. Er is ook een Menu della Casa, dat maandelijks wisselt. De restaurants hebben een open keuken.

## Geschiedenis
In 1999 werd in Neurenberg het eerste restaurant geopend door de oprichters Klaus Rader en Friedemann Findeis, die in 2002 ook de oprichters waren van de Vapiano-restaurantketen. In 2011 behaalde de restaurantketen een netto-omzet van 23,3 miljoen euro met elf vestigingen in Duitsland. In 2013 werd de 23e Duitse vestiging geopend in Keulen en in juni 2014 de 33e vestiging in Hürth. In 2013 steeg de omzet van 31,5 miljoen euro naar 42,8 miljoen euro, bij een groei van 17 vestigingen naar 22 vestigingen. In 2014 werd bij 33 bedrijven een verdere stijging op dit gebied van circa €65 miljoen verwacht.
In 2013 behoorde L'Osteria met een omzetstijging van meer dan 35% tot de top 100 van horecabedrijven in Duitsland en had zelfs de grootste omzetstijging in deze ranking. In 2015 bedroeg de omzetstijging 30,8%. Tot 2018 waren ongeveer 20 vestigingen gepland voor Oostenrijk, waarvan alleen al in Wenen vijf filialen, die een omzet van ongeveer 50 miljoen euro zouden moeten behalen. Ex-Vapiano-CEO Mirko Silz trad op 1 september 2016 toe tot de directie naast Klaus Rader en Friedemann Findeis. In februari 2020 werd Clive Patrick Scheibe benoemd tot COO.
In januari 2023 werd bekend dat de Tsjechische investeerder McWin circa twee derde van de aandelen in de L'Osteria-groep heeft overgenomen. De waarde van de overname wordt geschat op € 400 miljoen. Op dat moment exploiteerde de groep 157 restaurants in Duitsland, Oostenrijk, Zwiteserland, Groot-Brittannië, Frankrijk, Luxemburg, Nederland en Tsjechië. Het aantal werknemers bedroeg ca. 6.000.